# Darende (district)
Darende is een Turks district in de provincie Malatya en telt 33.514 inwoners (2007). Het district heeft een oppervlakte van 1362,6 km². Hoofdplaats is Darende.
De bevolkingsontwikkeling van het district is weergegeven in onderstaande tabel.
| 1997   | 2000   | 2007   |
| ------ | ------ | ------ |
| 44.917 | 54.438 | 33.514 |